# 7869 Pradun
7869 Pradun è un asteroide della fascia principale. Scoperto nel 1987, presenta un'orbita caratterizzata da un semiasse maggiore pari a 2,2674994 UA e da un'eccentricità di 0,1854262, inclinata di 3,63898° rispetto all'eclittica; la sua magnitudine assoluta è di 14,50.